# بادي ماكليستر
بادي ماكليستر (بالإنجليزية: Paddy McAllister) هو لاعب اتحاد الرغبي أيرلندي، ولد في 20 يوليو 1989 في ليسبورن في المملكة المتحدة.